# Svetlana Kapanina
Svetlana Kapanina, född 28 december 1968 i Shchuchinsk i nuvarande Kazakstan är en rysk konstflygare och uppvisningsflygare. Hon flyger oftast Sukhoi Su-26, Sukhoi Su-29 och Sukhoi Su-31. Hon är den enda pilot som har 7 guldmedaljer i World Championships.